# Thyridolepis xerophila
Thyridolepis xerophila là một loài thực vật có hoa trong họ Hòa thảo. Loài này được (Domin) S.T.Blake miêu tả khoa học đầu tiên năm 1972.